# Langtang Lirung
Der Langtang Lirung (auch Langtang I, in deutschsprachigen Texten auch Langthang Lirung geschrieben) ist ein 7227 m hoher Berg in der Region Langtang in Nepal nahe der Grenze zu China. 
Der Berg befindet sich im Langtang-Nationalpark.
Er ist der höchste Gipfel des Langtang Himal, das sich südwestlich des Achttausenders Shishapangma erstreckt.
An seiner Ostflanke strömt der Lirunggletscher ins Tal.

## Besteigungsgeschichte
Im Jahr 1949 gehörten Harold William Tilman und Tenzing Norgay zu den ersten Bergsteigern, die an dem Berg kletterten. Im Jahr 1978 gelang einer japanischen Expedition die Erstbesteigung.
Am 9. November 2009 verunglückte der slowenische Bergsteiger Tomaž Humar beim Abstieg vom Berg, nach einer Solodurchsteigung der Südwand.